# Pterodroma mollis

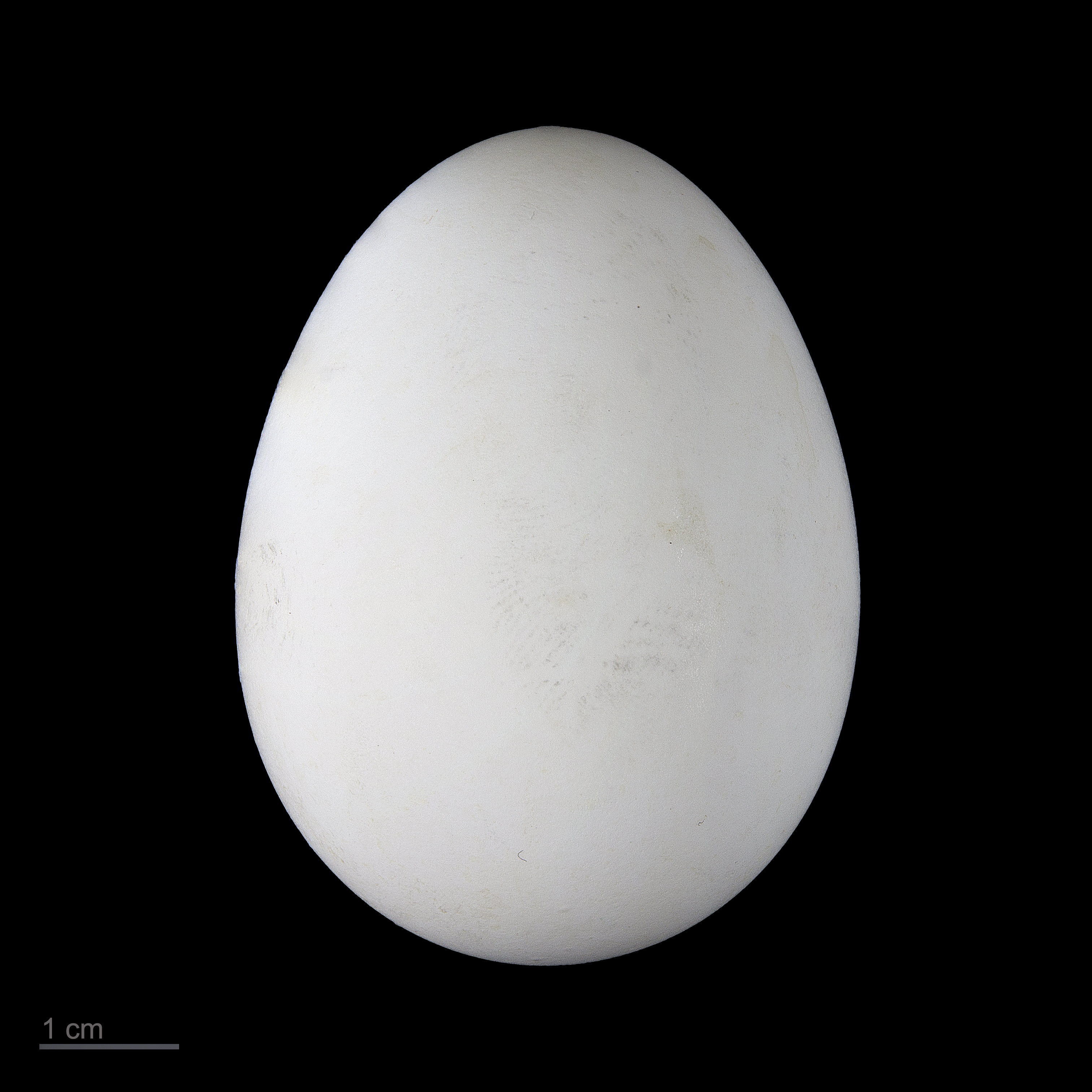
Pterodroma mollis - MHNT

El petrel suave, petrel de collar gris o fardela de corona gris (Pterodroma mollis) es una especie de ave procelariforme de la familia Procellariidae. Es un ave pelágica migratoria que habita principalmente en el hemisferio sur.

## Distribución y Hábitat
Se encuentra en las aguas temperadas e subantárticas del sur del océano Atlántico, sur del Índico y occidente del Pacífico. Durante el período reproductivo permanece en las islas en el hemisferio sur, como Tristán de Acuña, isla de Gough, islas del Príncipe Eduardo, islas Crozet e islas Antípodas. Se dispersa fuera del período reproductivo, alcanzando Brasil, Uruguay, Argentina sur de África, Australia y Nueva Zelandia y a veces incluso hasta Jordania, Israel, Sri Lanka y otros lugares. Ha sido registrada en la Antártida.

## Descripción
Alcanza hasta 37 cm de longitud y una envergadura de las alas de 95 cm. El pico es negro, así como el área alrededor de los ojos. El plumaje del dorso es negro grisáceo, con la cola gris oscura. Las partes laterales, y las partes inferiores, incluida la cara ventral de la cola, son blancas; presenta un notorio collar gris oscuro a los lados y por debajo del cuello. Las patas son rosadas con membranas interligadas azul negruzcas.

## Alimentación
Se alimenta de cefalópodos, crustáceos y peces.

## Reproducción
El período reproductivo comienza en septiembre en las colonias en las islas oceánicas, ocupando laderas escarpadas con pastos o helechos, por lo general a lo largo de la costa, pero también en el interior. Anida en madrigueras en islas del sur del Atlántico e Índico. La hembra pone 1 huevo de color blanco; el período de incubación dura aproximadamente 50 días. Los pichones abandonan el nido con 90 a 92 días de edad.